# Pleopsis polyphemoides
Pleopsis polyphemoides är en kräftdjursart som först beskrevs av Leuckart 1859.  I den svenska databasen Dyntaxa används istället namnet Podon polyphemoides. Enligt Catalogue of Life ingår Pleopsis polyphemoides i släktet Pleopsis och familjen Podonidae, men enligt Dyntaxa är tillhörigheten istället släktet Podon och familjen Podonidae. Arten är reproducerande i Sverige. Inga underarter finns listade i Catalogue of Life.